# Neoclytus araneiformis
Neoclytus araneiformis là một loài bọ cánh cứng trong họ Cerambycidae.